# Malzeichen
| ⋅ ×                      | ⋅ ×                   |
| Mathematische Zeichen    | Mathematische Zeichen |
| Arithmetik               | Arithmetik            |
| ------------------------ | --------------------- |
| Pluszeichen              | +                     |
| Minuszeichen             | −, ⁒                  |
| Malzeichen               | ⋅, ×                  |
| Geteiltzeichen           | :, ÷, /               |
| Plusminuszeichen         | ±, ∓                  |
| Vergleichszeichen        | <, ≤, =, ≥, >         |
| Wurzelzeichen            | √                     |
| Prozentzeichen           | %                     |
| Analysis                 |                       |
| Summenzeichen            | Σ                     |
| Produktzeichen           | Π                     |
| Differenzzeichen, Nabla  | ∆, ∇                  |
| Prime                    | ′                     |
| Partielles Differential  | ∂                     |
| Integralzeichen          | ∫                     |
| Verkettungszeichen       | ∘                     |
| Unendlichzeichen         | ∞                     |
| Geometrie                |                       |
| Winkelzeichen            | ∠, ∡, ∢, ∟            |
| Senkrecht, Parallel      | ⊥, ∥                  |
| Dreieck, Viereck         | △, □                  |
| Durchmesserzeichen       | ⌀                     |
| Mengenlehre              |                       |
| Vereinigung, Schnitt     | ∪, ∩                  |
| Differenz, Komplement    | ∖, ∁                  |
| Elementzeichen           | ∈                     |
| Teilmenge, Obermenge     | ⊂, ⊆, ⊇, ⊃            |
| Leere Menge              | ∅                     |
| Logik                    |                       |
| Folgepfeil               | ⇒, ⇔, ⇐               |
| Allquantor               | ∀                     |
| Existenzquantor          | ∃                     |
| Konjunktion, Disjunktion | ∧, ∨                  |
| Negationszeichen         | ¬                     |

Als Malzeichen, Multiplikationszeichen oder Produktsymbole werden verschiedene Sonderzeichen bezeichnet, die vor allem zur Darstellung des mathematischen Operators für die Multiplikation verwendet werden. In der Mathematik wird üblicherweise der dem Mittelpunkt ähnliche Malpunkt ⋅ verwendet, seltener auch eine Form des Kreuzchens als Malkreuz × und speziell in Tabellenkalkulations-Programmen und Programmiersprachen das Sternchen *.
In der Vektorrechnung wird der Malpunkt (oder eine halbfette Variante) auch für das Skalarprodukt und das Malkreuz für das Kreuzprodukt verwendet. In der Mengenlehre steht das Malkreuz für das kartesische Produkt. Das Malkreuz kommt außerdem bei der Angabe mehrdimensionaler Abmessungen zum Einsatz.

## Geschichte
Das älteste Symbol scheint das Malkreuz (×) zu sein. Verwendet wurde es erstmals von dem englischen Mathematiker William Oughtred in seinem Werk Clavis Mathematicae, veröffentlicht 1631 in London. Wahrscheinlich benutzte Oughtred das Malkreuz schon seit 1618, falls ein anonymer Anhang zur englischen Übersetzung von John Napiers Descriptio von ihm stammt. Die Herleitung des Symbols – vom Buchstaben (X) oder auch vom Andreaskreuz – ist nicht geklärt.
Der deutsche Wissenschaftler Gottfried Wilhelm Leibniz lehnte das Malkreuz wegen der Verwechslungsgefahr mit dem Buchstaben X ab und bevorzugte den Punkt (⋅). Leibniz benutzte den Multiplikationspunkt in einem Briefwechsel des Jahres 1698, hat ihn aber wahrscheinlich schon 1694 oder noch früher in seine mathematische Notation eingeführt.
Johann Rahn führte den Stern (∗) für die Multiplikation ein. Zusammen mit dem Symbol für die Division (÷) erscheint dieser erstmals in seinem Buch Teutsche Algebra, veröffentlicht 1659.

## Verwendung

### Multiplikation
In der Grundrechenart Multiplikation sind der Malpunkt ⋅ und das Malkreuz × inhaltlich gleichbedeutend, sie werden aber unterschiedlich verwendet.
Das Malkreuz × wird bevorzugt eingesetzt,
- wenn die Multiplikation optisch auffallend dargestellt werden muss, etwa auf einem Plakat:
5 × 2 Freikarten!
- wenn die Faktoren nicht Formelzeichen oder Zahlen sind, sondern Wörter:
Gewerbesteuer = Steuermessbetrag × Hebesatz
- wenn nur der linke Faktor angegeben ist, also im Sinne von „-mal“ oder „-fach“:
Vergrößerung: 6×
- in angloamerikanisch geprägten Kulturen sowie in Frankreich im Schulunterricht und im Alltag.

Der Malpunkt ⋅ wird dagegen bevorzugt benutzt,
- wenn Berechnungen mit Zahlen wiedergegeben werden:
{\displaystyle a\,=\,5\cdot 6+7}
- in Deutschland im Schulunterricht.

In mathematischen Formeln kann der Malpunkt weggelassen werden, wenn die Gestaltung es erlaubt und aus dem Kontext heraus keine Verwechslungsgefahr besteht.
U = 2πr – ohne Leerraum
U = 2 π r – schmales Leerzeichen
Dies gilt auch für Maßeinheiten. Zum Beispiel ist Nm und N m für Newtonmeter eine gängige, verkürzte Schreibweise für N ⋅ m. Normgerecht ist allerdings nur die Schreibweise mit (vorzugsweise schmalem) Leerzeichen.
In Programmiersprachen wird üblicherweise das Sternchen * (ASCII 42) benutzt.

### Skalarprodukt und Kreuzprodukt
In der Vektorrechnung werden ⋅ für das Skalarprodukt und  ×  für das Kreuzprodukt verwendet. Die beiden Symbole werden hier also für völlig unterschiedliche Verknüpfungen benutzt. Zum Beispiel sind in der Physik die Arbeit
{\displaystyle W={\vec {s}}\cdot {\vec {F}}}
und das Drehmoment
{\displaystyle {\vec {M}}={\vec {s}}\times {\vec {F}}}.
Für das Skalarprodukt ist das Unicode-Zeichen ⋅ (U+22C5, HTML-Entity: &sdot;) vorgesehen. Grafisch angelegt wird es genau wie ein &middot; oder etwas halbfett; bei normalen Schriftgrößen sind die beiden Zeichen optisch kaum zu unterscheiden. Als wissenschaftliche Arbeiten noch mit mechanischen Schreibmaschinen verfasst wurden oder im ASCII-Zeichensatz übermittelt wurden, verwendete man hier ersatzweise den einfachen Punkt.
Für das Kreuzprodukt gibt es zurzeit – anders als beim Skalarprodukt – kein gesondertes Zeichen; es ist das Kreuzchen × (Unicode U+00D7, HTML-Entity: &times;) zu verwenden. Früher musste man hier auf das Sternchen * oder notfalls den Buchstaben x ausweichen.

### Kartesisches Produkt
In der Mengenlehre wird das kartesische Produkt zweier Mengen {\displaystyle A} und {\displaystyle B} durch
{\displaystyle A\times B}
notiert. Es handelt sich dabei um die Menge aller geordneten Paare, bei denen die erste Komponente ein Element aus {\displaystyle A} und die zweite Komponente ein Element aus {\displaystyle B} ist. Darauf aufbauend wird das Malkreuz auch für das direkte Produkt von Gruppen oder anderen algebraischen Strukturen verwendet. Typografisch gilt für das kartesische Produkt das gleiche wie für das Kreuzprodukt.

### Abmessungen
Bei der Angabe von Abmessungen wie zum Beispiel Breite × Länge wird ebenfalls das Malkreuz verwendet. Beispielhafte Verwendungen sind:
- eine Fläche von 3 m × 5 m[2][3] (mathematisch, physikalisch korrekte Angabe)
- das Grundstück ist 30 × 40 m groß,[4] das Gebäude darauf (LBH) 10 × 8 × 4 m (Alltagssprache, sprachlich verkürzt)

Die Angabe von Abmessungen stellt keine Multiplikation der jeweiligen Längen dar. Die Maßeinheit kann dabei, wie im zweiten Beispiel, auch nur einmal angegeben werden. Malzeichen werden mitunter auch in der Formatierungsangabe verwendet: B×H×T = Breite × Höhe × (horizontale) Tiefe – bei wandmontierbaren Möbeln.

## Typografie

### Formelsatz
Alle Malzeichen sind mittig gesetzt und auf die Größe und Position der Ziffern in einer Schriftart sowie der anderer Rechenzeichen abgestimmt. Eine Ersetzung der Malzeichen durch andere, ähnliche Zeichen (etwa ein kleiner Buchstabe x oder das einfache Sternchen *), die sich anders als die typografisch korrekten Zeichen auf den meisten Computertastaturen finden lassen, führt zu einem typografisch weniger anspruchsvollen Schriftbild, zumal das Sternchen in vielen Schriftarten hochgestellt ist, weil es oft als Fußnotenzeichen benutzt wird.

### DIN 5008
Die DIN 5008 beschreibt Textverarbeitung im Büro- und Verwaltungsbereich.
Die aktuelle Fassung sieht als Multiplikationszeichen den Halbhochpunkt ·, das Malkreuz ×, und den Kleinbuchstaben x vor, unter der Voraussetzung, dass lediglich Zahlen (und Einheiten) in der betroffenen Rechnung verwendet werden. Wenn die Rechnung sowohl Zahlen als auch Variablen beinhaltet, darf ausschließlich der Halbhochpunkt · verwendet werden. In mathematischen Texten ist dieser stets zu bevorzugen. Explizit für Multiplikationen verboten wird das Sternchen *.
Für das Malkreuz ist alternativ der Kleinbuchstabe x vorgesehen. Das hat den Hintergrund, dass Massenware wie Lieferscheine und Rechnungen mit geringstmöglichem Zeit- und Kostenaufwand zu erstellen ist und hierfür der einfache Tastendruck auf die Taste x genügen soll. Wenn im Einzelfall ein Schriftstück aber besonders ansprechend gestaltet werden soll und zusätzlicher Aufwand gewünscht wird, steht die Norm dem nicht entgegen.
Nebenbei sind alle Rechenzeichen hier grundsätzlich in Leerzeichen einzuschließen, es sei denn,  + oder − treten als Vorzeichen einer Zahl auf.
In der vorherigen Fassung aus dem Jahr 2011 war als Malpunkt der „mittig oder auf der Grundlinie“ gesetzte Punkt vorgesehen, also auch der „normale“ Satzende-Punkt ..

### DIN 55301
Die DIN 55301 beschreibt die Gestaltung statistischer Tabellen.
Hier wird das Zeichen ✕ für „Tabellenfach gesperrt, weil Aussage nicht sinnvoll“ verwendet, als wertersetzendes Zeichen (im Gegensatz zu wertergänzenden Zeichen, auch Qualitätsanzeigern). Häufig wird stattdessen inkorrekterweise auch in Tabellen der amtlichen Statistik der Buchstabe x (Minuskel) verwendet.

## Darstellung in Computersystemen

### Kodierung
Der Zeichenkodierungsstandard Unicode enthält mehrere Malzeichen und ähnliche Zeichen. Sie liegen auf folgenden Positionen:
| Zeichen | Unicode  | Unicode                | Name                                                  | HTML        | HTML     | HTML             | LaTeX       |
| Zeichen | Position | Bezeichnung            | Name                                                  | hexadezimal | dezimal  | benannt          | LaTeX       |
| ------- | -------- | ---------------------- | ----------------------------------------------------- | ----------- | -------- | ---------------- | ----------- |
| ·       | U+00B7   | MIDDLE DOT             | Mittelpunkt                                           | &#x00B7;    | &#183;   | &middot;         | \cdot       |
| ×       | U+00D7   | MULTIPLICATION SIGN    | Malkreuz                                              | &#x00D7;    | &#215;   | &times;          | \times      |
| ✕       | U+2715   | MULTIPLICATION X       | Kreuzchen (Schmuck)                                   | &#x2715;    | &#10005; | –                | –           |
| ✖       | U+2716   | HEAVY MULTIPLICATION X | Fettes Kreuzchen (Schmuckzeichen)                     | &#x2716;    | &#10006; | –                | –           |
| ⋅       | U+22C5   | DOT OPERATOR           | Malpunkt, Punktoperator                               | &#x22C5;    | &#8901;  | &sdot;           | \cdot       |
| ∙       | U+2219   | BULLET OPERATOR        | Fettere Variante des Malpunktes für das Skalarprodukt | &#x2219;    | &#8729;  |                  | \bullet     |
| ∗       | U+2217   | ASTERISK OPERATOR      | Hodge-Stern-Operator                                  | &#x2217;    | &#8727;  | &lowast;         | \ast        |
| ⁢        | U+2062   | INVISIBLE TIMES        | Unsichtbares Multiplikationszeichen                   | &#x2062;    | &#8290;  | &InvisibleTimes; | automatisch |

Bei den U+2715/2716 ist aber zu bedenken, dass sie dem Abschnitt Dingbats entstammen und nur dekorative Versionen des normalen Kreuzchens U+00D7 sind; sie haben keine mathematische Sonderbedeutung und sind nicht im normalen Text einzusetzen.
Das „Unsichtbare Multiplikationszeichen“ ist dafür vorgesehen, bei der Codierung im wissenschaftlichen Formelsatz die einzelnen Faktoren zunächst semantisch zu trennen. Für die Darstellung kann dann etwa ein schmales Leerzeichen in gewünschter Breite benutzt werden (siehe oben).
Im ASCII-Zeichensatz aus dem Jahr 1963 ist keines der Zeichen enthalten, weshalb viele ältere Computersysteme sie nicht darstellen konnten. Die ASCII-Erweiterungen ISO 6937 von 1983 und ISO 8859-1 (Latin 1) von 1986 enthalten bereits das Malkreuz.

### Tastatur
Auf Tastaturen mit der Belegung T2 gemäß der neu gefassten deutschen Norm DIN 2137:2012-06 wird eingegeben:
- Das Malkreuz × mit der Tastenkombination Alt Gr+^ (Caret-Taste links oben).
- Der Mittelpunkt · als Ersatzzeichen für den auf der Belegung nicht vorhandenen Malpunkt mit der Tastenfolge Gruppenumschaltung ⇨ gefolgt von . (Punkt).

Darüber hinaus enthalten übliche Computertastaturen keines der oben aufgeführten, syntaktisch und typografisch korrekten Malzeichen. Stattdessen produzieren sowohl die Sternchentaste im Hauptblock der Tastatur als auch die Malzeichentaste im Ziffernblock das einfache Sternchen (*; Unicode U+002A), welches meist zu einem unbefriedigenden Schriftbild führt. Von fast allen Computerprogrammen mit Rechenfunktionen und auch in fast allen Programmiersprachen wird das Sternchen allerdings als Rechenzeichen für die Multiplikation anerkannt, die korrekten Malzeichen dagegen oft nicht.
Auf Linux-Rechnern mit deutscher Tastaturbelegung kann der Mittelpunkt · (U+00B7) mit der Tastenkombination Alt Gr + , erzeugt werden, durch gleichzeitiges Drücken der ⇧ Umschalttaste erreicht man das Malzeichen × (U+00D7). Bei Verwendung der Schweizer Tastaturbelegung (deutsche und französische Sprachvariante) befindet sich der Mittelpunkt auf der dritten Belegung (Alt Gr) der Taste . und das Malzeichen auf der vierten Belegung (Alt Gr + ⇧ Umschalttaste) der Taste ,.
Unter Windows lassen sich die Zeichen mit Hilfe der Zeichentabelle oder den Tastenkombinationen Alt + 0183 für den Mittelpunkt sowie Alt + 0215 für das Malkreuz einfügen.
Auf Apple-Macintosh-Rechnern können die Zeichen in der Zeichenpalette mit Hilfe der entsprechenden Bezeichnung, beispielsweise MULTIPLICATION SIGN, gefunden werden.
Mit dem Neo-Tastaturlayout kann der Malpunkt · mittels Mod3 + × (Ziffernblock) eingegeben werden. Das Malkreuz × liegt auf Mod4 + × (Ziffernblock).

### Ähnliche und verwandte Zeichen
Wegen des Fehlens der Malzeichen auf der Tastatur werden die Zeichen häufig durch den Buchstaben x (groß- oder kleingeschrieben) oder das einfache Sternchen (*) ersetzt. Bei Verwendung einer Grotesk-Schriftart (wie etwa Arial) kommt die Gestalt des kleinen x dem Malzeichen schon recht nahe, es steht aber natürlich noch auf der Grundlinie und nicht mittig.
| Zeichen | Unicode  | Unicode                | Name                              |
| Zeichen | Position | Bezeichnung            | Name                              |
| ------- | -------- | ---------------------- | --------------------------------- |
| X       | U+0058   | Latin capital letter X | Lateinischer Großbuchstabe X      |
| x       | U+0078   | Latin small letter x   | Lateinischer Kleinbuchstabe x     |
| *       | U+002A   | Asterisk               | Sternchen                         |
| •       | U+2022   | Bullet                 | Fetter Punkt (Aufzählungszeichen) |
| ․       | U+2024   | One dot leader         | Leitpunkt                         |
| ‧       | U+2027   | Hyphenation point      | Silbentrennungspunkt              |
| ·       | U+0387   | Greek ano teleia       | Hochpunkt                         |